# Кирово (Якутия)
Кирово — село на севере Вилюйского района Якутии России. Административный центр и единственный населённый пункт Хагынского наслега,

## География
Село расположено на западе региона, в восточной части Центрально-Якутской равнины. 5 улиц и один переулок.
Расположено примерно в 45—50 км от ближайшего населенного пункта Балагаччы. Один из самых отдалённых населённых пунктов улуса.
Географическое положение
Расстояние до улусного центра — города Вилюйск — 145 км..
климат
В населённом пункте, как и во всем районе, климат резко континентальный, с продолжительным зимним и коротким летним периодами. Зимой погода ясная, с низкими температурами. Устойчивые холода зимой формируются под действием обширного антициклона, охватывающего северо-восточные и центральные улусы. Средняя месячная температура воздуха в январе находится в пределах от −28˚С до −40˚С..

## История
В 17 веках жил богатырь по произвище «Хагын Боотур» (что означает Плотный богатырь или буквально защитник). По легенде наслег назван в его честь.
В этой местности также воевали якуты с эвенами, эвенками, тунгусами.
Остров по имени «Одинокий ребёнок» (Тулаайах ого), где археологи нашли множество доказательств войны якутов с арктическими народами. События на этом острове освещаются в романе «Тулаайах ого».
Согласно Закону Республики Саха (Якутия) от 30 ноября 2004 года N 173-З N 353-III село возглавило образованное муниципальное образование Хагынский наслег.

## Население
| 2002 | 2010 | 2012 | 2013 | 2014 | 2015 | 2016 | 2017 | 2018 | 2019 | 2020 |
| ---- | ---- | ---- | ---- | ---- | ---- | ---- | ---- | ---- | ---- | ---- |
| 388  | ↗424 | ↘419 | ↘417 | ↘408 | ↗413 | ↘410 | ↘406 | ↘405 | ↘399 | ↘381 |
| 2021 |      |      |      |      |      |      |      |      |      |      |
| ↗389 |      |      |      |      |      |      |      |      |      |      |

Численность населения — примерно 400 (450) человек. В основном якуты (75 %), также эвены, эвенки, русские, украинцы.
В последние годы значительное число молодежи эмигрировало в соседние населенные пункты. Пика своей численности с. Кирово достигло в 1970-е годы — около 900 человек.

## Инфраструктура
- Школа (Хагынская СОШ), 73 учащихся
- Детский сад, 30 воспитанников
- ПОЧТА РОССИИ
- Два магазина
- Пекарня
- Администрация села
- Клуб (по совместительству спортзал села и школы)
- ЖКХ Хагынского наслега

С 2013 года почти 95 % жителей села благоустроены и подключены к центральному отоплению.
Со времен СССР основным поставщиком связи телефонии и интернет является компания «Ростелеком» (Сахателеком). Стоимость мегабайт данных является одним из дорогих в регионе, учитывая отдаленность села и релейной связи.
С 2014 года работает Билайн.